# التنافس بين شباب بلوزداد ومولودية وهران
التنافس بين شباب بلوزداد ومولودية وهران هي عبارة عن مباريات كرة القدم بين شباب بلوزداد ومولودية وهران وهي أكثر مباراة لعبا في الدوري الجزائري كما أنهما الناديان اللذان لعبا أكبر عدد من المواسم في دوري الدرجة الأولى.

## تاريخ
بدأ التنافس بين الناديين في الموسم الأول من بطولة القسم الأول، التي نظمت بعد استقلال الجزائر في عام 1962. وقامت المباراة الأولى بين مولودية وهران وشباب بلوزداد (شباب بلكور سابقًا) في الموسم الثالث، والذي يمثل افتتاحه.

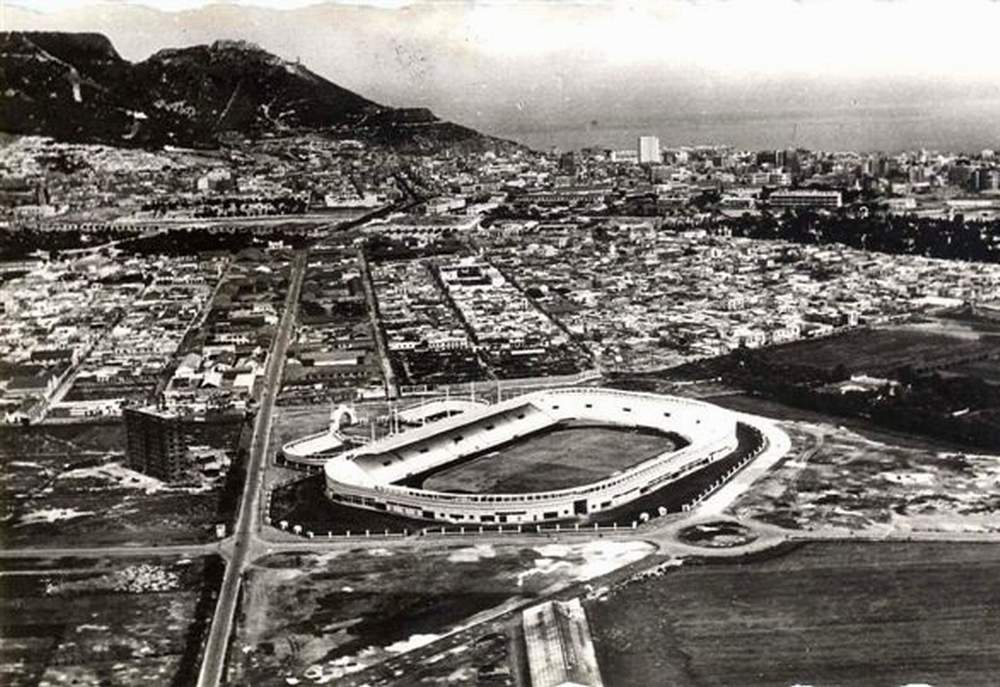
ملعب أحمد زبانة وهران

شهد يوم الأحد 13 سبتمبر 1964 انطلاق أول مباراة تنافسية بين الفريقين لكرة القدم أمام 25 ألف متفرج. سيطر الحمراوة على الشباب، مما سمح له بالتقدم 3-0 بعد ساعة من اللعب. إستيقظ الشباب خلال النصف ساعة الأخيرة من المباراة لتقليص النتيجة، وهكذا انتهى هذه المباراة الأولى بانتصار مولودية وهران بنتيجة 3 أهداف مقابل 2 لشباب بلوزداد. حيث أن مباراة الإياب لم تقام وفاز الشباب بالمباراة على البساط بعد تعليق مولودية وهران ومولودية الجزائر من جميع الأنشطة الكروية من قبل وزير الرياضة آنذاك.

## الفرق المتنافسة

### مولودية وهران
نادي مولودية وهران هو نادي جزائري متعدد الرياضات مقرّه في وهران، معروف بنادي كرة القدم وكرة اليد، أحد أبرز النوادي الجزائرية، العربية والإفريقية. تأسس سنة 1917. كان يسمى في فترة ما بين 1977 و1989 مولودية نفط وهران. يلعب نادي كرة القدم في ملعب أحمد زبانة وهو النادي الجزائري الوحيد الذي لعب في درجة القسم الأول منذ بدايتها عام 1962 ولم يلعب في القسم الثاني إلا في موسم واحد في 2008-2009 حيث صعد مجدداً إلى حظيرة الكبار.

### شباب بلوزداد
نادي الشباب الرياضي لبلوزداد، غالبًا ما يُعرَف باسم شباب بلوزداد، أو كما يعرف بين مشجعيه اختصارًا باسم السياربي، هو نادي كرة قدم جزائري تأسس في قلب الجزائر العاصمة بـبلوزداد (بلكور سابقًا) بتاريخ 15 يوليو من عام 1962، أي بعد استقلال الجزائر من الإستعمار الفرنسي بعشر أيام، نتيجة دمج نادي الوداد الرياضي لبلكور (المتأسس سنة 1947) مع نادي أتليتيك بلكور (المتأسس سنة 1950).

## إنجازات الناديين
|        | البطولات                          | التتويجات | مولودية وهران                                       | مولودية وهران          | شباب بلوزداد           | شباب بلوزداد                                   |
| ------ | --------------------------------- | --------- | --------------------------------------------------- | ---------------------- | ---------------------- | ---------------------------------------------- |
| العدد  | البطولات                          | التتويجات | السنوات                                             | العدد                  | السنوات                |                                                |
|        | الرابطة الجزائرية المحترفة الأولى | البطل     | 4                                                   | 1971، 1988، 1992، 1993 | 7                      | 1965، 1966، 1969، 1970، 2000، 2001، -2020      |
| الوصيف | الرابطة الجزائرية المحترفة الأولى | 9         | 1968، 1969، 1985، 1987، 1990، 1995، 1996، 1997،2000 | 4                      | 1972، 1977، 1980، 1999 |                                                |
|        | كأس الجمهورية                     | البطل     | 4                                                   | 1975، 1984، 1985، 1996 | 8                      | 1966، 1969، 1970، 1978، 1995، 2009، 2017، 2019 |
| الوصيف | كأس الجمهورية                     | 2         | 1998، 2002                                          | 3                      | 1988، 2003، 2012       |                                                |
|        | كأس السوبر الجزائري               | البطل     |                                                     |                        | 1                      | 1995                                           |
| الوصيف | كأس السوبر الجزائري               | 1         | 1992                                                |                        |                        |                                                |
|        | كأس الرابطة الوطنية               | البطل     | 1                                                   | 1996                   | 1                      | 2000                                           |
| الوصيف | كأس الرابطة الوطنية               | 1         | 2000                                                |                        |                        |                                                |
|        | دوري أبطال أفريقيا                | الوصيف    | 1                                                   | 1989                   |                        |                                                |
|        | كأس العرب للأندية الأبطال         | الوصيف    | 1                                                   | 2001                   |                        |                                                |
|        | كأس الكؤوس العربية                | البطل     | 2                                                   | 1997، 1998             |                        |                                                |
|        | كأس السوبر العربي                 | البطل     | 1                                                   | 1999                   |                        |                                                |

## الإحصائيات

### إحصائيات المواجهات
| المنافسة                          | عدد اللقاءات | انتصارات المولودية | تعادلات | انتصارات الشباب | أهداف المولودية | أهداف الشباب |
| --------------------------------- | ------------ | ------------------ | ------- | --------------- | --------------- | ------------ |
| الرابطة الجزائرية المحترفة الأولى | 107          | 36                 | 35      | 36              | 124             | 129          |
| كأس الجزائر                       | 8            | 2                  | 4       | 2               | 5               | 7            |
| كأس الرابطة الوطنية الجزائرية     | 2            | 0                  | 1       | 1               | 2               | 4            |
| المجموع                           | 117          | 38                 | 40      | 39              | 130             | 141          |